# Jim Ross
James William (Jim) Ross (Fort Bragg (Californië), 3 januari 1952) is een Amerikaans voormalig professioneel worstelcommentator, professioneel worstelscheidsrechter en bedrijfsbestuurder van WWE die vooral bekend is van zijn tijd bij WWE, van 1993 tot 2013. Sinds 2019 is hij weer actief als commentator samen met Excalibur en Tony Schiavone bij AEW voor het worstelprogramma AEW Dynamite. 
Verder heeft hij zijn eigen merk barbecuesaus, en ook een aantal kookboeken op de markt gebracht. In de zomer van 2007 richtte hij zijn eigen barbecuerestaurant op dat in 2010 werd gesloten.

## Carrière
Tijdens zijn schoolperiode was Ross soms commentator op de schoolradio. In 1974 werkte Ross eerst voor de NWA Mid-South als een scheidsrechter. Hij bleef tot 1977 als scheidsrechter.
Kort nadat Bill Watts in 1982 de Mid-South overnam, keerde Ross terug om daar te werken en werd in 1986 hun hoofdcommentator. De eerste wereldtitelmatch die hij versloeg, was tussen Ric Flair en Ted DiBiase. Toen Jim Crockett Jr. de Mid-South (vroeger de Universal Wrestling Federation) opkocht en samenvoegde met zijn Jim Crockett Promotions groep, vergezelde Ross de nieuwe bedrijf en vormde een team color commentator David Crockett en play-by-play commentator Tony Schiavone voor de National Wrestling Alliance (NWA). In 1991 verliet de promotie de NWA en bekwam de World Championship Wrestling (WCW). Ross vormde tijdens de eerste WCW-periode een team met WCW's nieuwe commentator (en toekomstig WCW-bestuurder) Eric Bischoff, maar het contact was moeizaam. Toen Bischoff gepromoveerd was tot bestuurder, vroeg Ross om ontbinding van zijn contract, hetgeen werd toegestaan. 
In 1993 werd Ross ingehuurd door de World Wrestling Federation (later bekend als World Wrestling Entertainment en uiteindelijk afgekort tot WWE). Hij maakte op WrestleMania IX zijn debuut op het scherm en het weekend daarna nam hij de rol van Gorilla Monsoon over op WWF Wrestling Challenge. Ross werkte lang samen met Bobby Heenan, totdat Heenan in december 1993 de WWF verliet; Vince McMahon nam Heenans plaats in. Twee weken nadat hij een aanval had gehad van aangezichtsverlamming van Bell, werd Ross op 11 februari 1994 ontslagen door de WWF. Ross ging vervolgens als commentator aan de slag bij Smoky Mountain Wrestling en de NFL's Atlanta Falcons.
Toen McMahon in 1994 niet beschikbaar was als commentator, huurde de WWF Ross in als vervanger. Toen  McMahon weer beschikbaar was, werd Ross ontslagen. In het voorjaar van 1995 huurde de WWF Ross opnieuw voor twee jaar in. 
In september 2006 veranderde Ross voor de eerste keer in zijn carrière in een 'heel' (held) in de WWF-'verhaallijn'. Als deel van een verhaallijn in 1997, werd "Dr. Death" Steve Williams Ross' 'enforcer' en de verhaallijn ging zo ver dat Ross een eigen commentatorentafel had met het opschrift "JR Is RAW". Kort daarna ging Ross de confrontatie aan met zijn vervanger, Michael Cole, in de ring. De 'verhaallijn' werd snel stopgezet nadat Ross zijn plaats weer innam als "officiële" commentator van "Raw is War". 

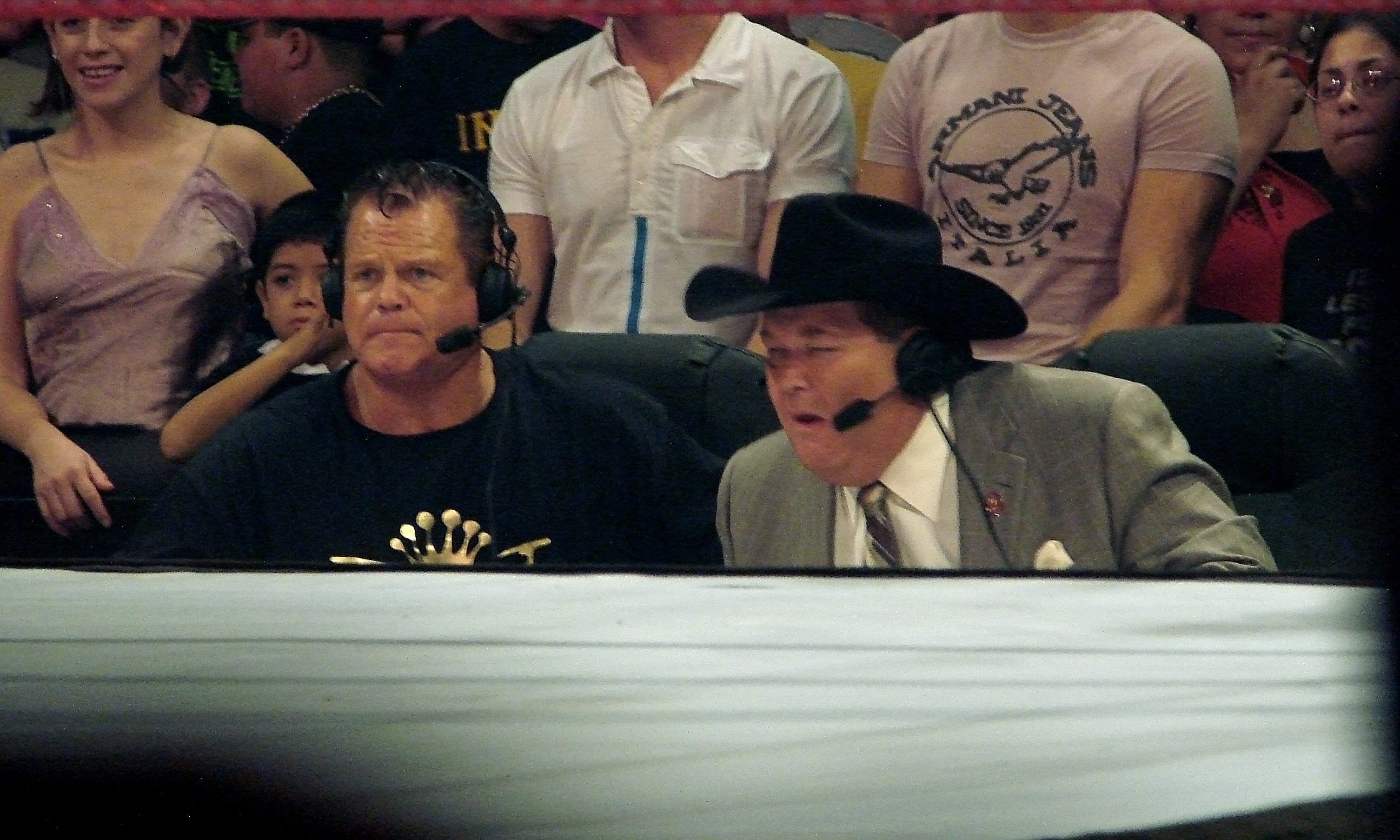
Jerry Lawler (links) en Jim Ross (rechts) als Raw-commentatoren

Na de WWE Brand Extension in 2002, werkte Ross van 2002 tot 2008 als exclusieve commentator voor de Raw-brand. Tussen 2002 en 2008 was Ross betrokken in verscheidene 'verhaallijnen'. Tussendoor werd Ross in oktober 2005 ontslagen ('kayfabe') door Vince en Linda McMahon. De reden van dit ontslag was dat de dokters ontdekten dat Ross problemen had met zijn dikke darm. Tijdens zijn herstelperiode nam Joey Styles (vooral bekend door zijn commentaarwerk in de Extreme Championship Wrestling) de rol van Ross tijdelijk over.
In oktober 2006 was het WWE-contract van Ross afgelopen, maar hij ondertekende in november 2006 een nieuw 1-jaarlijks contract en wilde verder van jaar-tot-jaar werken. Op 31 maart 2007 werd Ross door Steve Austin opgenomen in de WWE Hall of Fame.
Tijdens de WWE Draft van 23 juni 2008, werd Ross was van de Raw-brand naar de SmackDown-brand overgezet terwijl Michael Cole werd overgezet van de SmackDown-brand naar de Raw-brand. Op 23 september, tijdens de ECW-aflevering, verscheen Ross op de ECW-brand en verving Todd Grisham, die op dat moment ziek was.
Op 13 oktober 2009 was Ross onbeschikbaar voor de SmackDown-opnames nadat hij aan de WWE, voor het eerst in zijn carrière, een vrije dag vroeg om zijn verjaardag te vieren. Op 20 oktober 2009 had Ross voor de derde keer een aanval van aangezichtsverlamming van Bell. Ross was vervolgens maandenlang niet beschikbaar om te becommentariëren en kreeg van de WWE een andere rol.
In november 2010 en in het voorjaar van 2011 deed Ross verscheidene gastoptredens. Sinds zijn terugkeer was Ross betrokken in een vete tussen Michael Cole (met Jack Swagger) en Jerry Lawler.
Op 25 juli 2011 keerde Ross terug naar Raw nadat Triple H hem opnieuw aannam om voltijds te becommentariëren. Nadat Ross 20 jaar voor de WWE werkte, ging hij in september 2013 met pensioen.

## Job titels
- WWE Talent Relations Consultant
- WWE SmackDown play-by-play announcer and color commentator
- WWE Raw play-by-play announcer and color commentator
- WCW Executive Vice President of Broadcasting
- WWE Executive Vice President of Business Strategies
- WWE Executive Vice President of Talent Relations
- UWF/Mid-South play-by-play announcer
- SMW play-by-play announcer
- WCW play-by-play announcer
- XFL play-by-play announcer
- Atlanta Falcons play-by-play announcer

## Prijzen en prestaties
- Cauliflower Alley Club
  - Art Abrams Lifetime Achievement Award (2010)

- Pro Wrestling Illustrated
  - PWI Stanley Weston Award (2002)

- World Wrestling Entertainment/WWE
  - WWE Hall of Fame (Class of 2007)
  - Slammy Award
    - "Tell Me I Did NOT Just See That" Moment of the Year (2011)

- Wrestling Observer Newsletter
  - Wrestling Observer Newsletter Hall of Fame (Class of 1999)
  - Best Television Announcer (1988–1993, 1998–2001, 2006, 2007, 2009)
  - Worst Feud of the Year (2005) vs. McMahon Family